# فهرست فرودگاه‌های آروبا
این مقاله شامل فهرست فرودگاه‌های آروبا.

## فرودگاه‌ها
| فهرست شهرهای آروبا | کد فرودگاهی ایکائو | کد فرودگاهی یاتا | نام فرودگاه                                            | Coordinates                                                   |
| Oranjestad         | TNCA               | AUA              | فرودگاه بین‌المللی کویین بیاتریکس Formerly Dakota Field | ۱۲°۳۰′۰۵″ شمالی ۷۰°۰۰′۵۵″ غربی / ۱۲٫۵۰۱۳۹°شمالی ۷۰٫۰۱۵۲۸°غربی |